# Специальная библиотека для незрячих и слабовидящих лиц Республики Сербской
Специальная библиотека для слепых и слабовидящих Республики Сербской (серб. Специјална библиотека за слијепа и слабовида лица Републике Српске, СБССРС) является центральной библиотекой Республики Сербской, предназначенной для слепых и слабовидящих. Это научное и культурное общественное учреждение, расположенное по адресу: ул. Фрэнэ Супила 31, Баня-Лука. Библиотека была создана по решению правительства Республики Сербской на заседании 13 июля 2006.

## Деятельность
Библиотека для слепых и слабовидящих в Республике Сербской, помимо основной деятельности по сбору, обработке и публикации библиотечного материала в доступных форматах, также занимается издательской деятельностью, которая включает печать книг и журналов шрифтом Брайля, а также звукозапись, обработку и воспроизведение книг и журналов в звуковом формате mp3. Библиотека издает журнал о культуре, искусстве и науке «Гомер», культурно-научный и информационно-развлекательный журнал на шрифте Брайля «Слова в пальцах».

## Аудио клуб и читальный зал для слепых и слабовидящих
В сотрудничестве с Союзом слепых Республики Сербской библиотека открыла аудиотекстовый шрифт Брайля для слепых и слабовидящих в нескольких публичных библиотеках на территории Республики Сербской. Отделы библиотеки, предназначенные для образования, информации и удовлетворения культурных потребностей слепых и слабовидящих, поддерживают их стремление к полному и эффективному участию и включению их в общество, равенству и осуществлению своих прав на образование и пользование преимуществами культурной свободы и научного прогресса.